# Bruno Bauwens
Bruno Bauwens, né le 19 mai 1970 à Turnhout, est un homme politique belge, membre du Parti du travail de Belgique (PTB).

## Biographie
Bruno Bauwens nait le 19 mai 1970 à Turnhout.
Le 18 février 2022, à la suite de la démission de la députée Caroline De Bock pour motif de déménagement à Courtrai, il devient député au Parlement de la région de Bruxelles-Capitale.